# ウィリアム・エラリー
ウィリアム・エラリー（英：William Ellery、1727年12月22日 - 1820年2月15日）は、アメリカ合衆国ロードアイランドの代表として、アメリカ独立宣言に署名した人物である。
エラリーは、ロードアイランド州ニューポートで生まれた。ちなみに、エラリーの父親も「ウィリアム・エラリー」という名前であった。
初めは商人として働いていたが、次に税関の徴収人となり、最後はロードアイランド議会の事務官となった。1770年には法律の実務を始めている。ロードアイランドの自由の息子達で活動し、1776年に死去したサミュエル・ウォードに代わって大陸会議の代表となった。ロードアイランド最高裁判所の判事になり、1785年までに奴隷制度廃止論者となった。憲法の下での最初のニューポート港の税関徴収人となり、この職を死ぬまで務めた。エラリーはアメリカ独立宣言に署名した56人のうちの1人であり、連合規約にも署名した。
エラリーの子孫の中には、神学者のウィリアム・エラリー・チャニング、法律家のリチャード・ヘンリー・デイナ、女優のエディー・セジウィック、同じく女優のキーラ・セジウィックがいる。ロードアイランド州ミドルタウンのエラリー・アベニューはエラリーの名前にちなんで名付けられている。